# Tisma grandidieri
Tisma grandidieri är en bönsyrseart som beskrevs av Henri Saussure och Leo Zehntner 1895. Tisma grandidieri ingår i släktet Tisma och familjen Mantidae. Inga underarter finns listade i Catalogue of Life.